# Short n' Sweet
Short n' Sweet és el sisè àlbum d'estudi de la cantant nord-americana Sabrina Carpenter. Va ser llançat el 23 d'agost de 2024 per Island Records, marcant el segon àlbum de Carpenter amb el segell discogràfic després de Emails I Can't Send (2022). Short n' Sweet, un àlbum pop amb influències country, rock i R&B, va ser produït per Jack Antonoff, John Ryan i Ian Kirkpatrick, entre d'altres.
L'àlbum explora la vida amorosa de Sabrina Carpenter i les seves perspectives sobre les cites modernes. El seu títol fa referència a l'impacte emocional que les seves relacions romàntiques han tingut en ella. També va declarar que Short n' Sweet és el seu segon àlbum com a artista de ple dret, ja que havia aconseguit el control creatiu complet de la seva música amb Emails I Can't Send. Després del seu llançament, Short n' Sweet va rebre crítiques generalment positives per part dels crítics musicals, la majoria dels quals van felicitar l'actitud confiada de Carpenter en les lletres i el gust de la música. Tanmateix, les crítiques van qualificar l'escriptura de cançons com a correcta però poc arriscada.
Els senzills "Espresso" i "Please Please Please" van precedir el llançament de l'àlbum; els dos encapçalant la llista Billboard Global 200. "Espresso" va ser la primera cançó de Sabrina Carpenter a aconseguir la primera posició al UK Singles Chart, mentre que "Please Please Please" va ser la seva primera cançó al Billboard Hot 100 dels EUA. Per promocionar l'àlbum, Sabrina Carpenter va anunciar el Short n' Sweet Tour, la seva primera gira en estadis de la seva carrera, el setembre de 2024.

## Antecedents
El 2022, Sabrina Carpenter va llançar el seu cinquè àlbum d'estudi, Emails I Can't Send, després de signar amb Island Records. L'àlbum va tenir un èxit comercial moderat amb el seu senzill "Feather", que es va convertir en el seu tema més alt en el moment al Billboard Hot 100. Per promocionar l'àlbum, es va embarcar a la gira Emails I Can't Send Tour el 2023. Durant tot l'any i principis de 2024, Carpenter també va servir com a telonera per a Taylor Swift en dates seleccionades d'Amèrica del Sud, Austràlia i Àsia de l'Eras Tour. Va ser anunciada com a intèrpret a l'edició de 2024 del festival nord-americà Coachella.
El febrer de 2024, parlant amb Maya Hawke per a la revista Interview, Sabrina Carpenter va expressar la seva il·lusió per la seva nova música i va dir que exploraria més gèneres com va fer amb el seu últim àlbum. Al març, va confirmar en una entrevista a Cosmopolitan que estava treballant en el seu proper àlbum. Va assenyalar: "Estic començant a sentir que he superat les cançons que estic cantant a The Eras Tour, que sempre és una sensació emocionant perquè crec que això significa que el següent capítol està a la volta de la cantonada". En una entrevista amb Variety l'agost de 2024, Carpenter va descriure l'àlbum com "la germana gran atractiva" de Emails I Can't Send, i va dir que el consideraria com el seu segon àlbum de "nena gran", en el qual havia "control creatiu total" i era "un adult de ple dret".

## Estrena i promoció
Abans de qualsevol anunci oficial, es van col·locar cartells publicitaris amb tuits sobre l'alçada de Carpenter per Nova York. A les xarxes socials, va publicar un vídeo on es pot veure caminant cap a la càmera i plantant un petó a la pantalla, insinuant un futur anunci. El 3 de juny de 2024, Sabrina Carpenter va confirmar el llançament de Short n' Sweet i va revelar la seva portada. La llista de cançons es va revelar el 9 de juliol de 2024. L'àlbum es va publicar el 23 d'agost de 2024.

### Senzills i vídeos musicals
Sabrina Carpenter va llançar el senzill "Espresso" el 11 d'Abril de 2024, que es va convertir en el senzill principal de l'àlbum. La cançó va tenir èxit comercial, aconseguint el número tres del Billboard Hot 100 i el número u en diversos països. Sabrina ha interpretat la cançó en diversos esdeveniments com Coachella i Saturday Night Live. També va publicar un vídeo musical dirigit per Dave Meyers.
"Please Please Please" va ser llançat com a segon senzill de l'àlbum el 6 de juny de 2024, juntament amb un vídeo musical que el cantant va anunciar a través de les xarxes socials. Dirigit per Bardia Zeinali, el vídeo va servir com a seqüela de "Espresso" i va comptar amb la presència de Barry Keoghan. La cançó va assolir la primera posició en el Hot 100, esdevenint la primera cançó de Sabrina Carpenter en aconseguir aquesta fita.
Un tercer senzill, "Taste", va ser llançat juntament amb l'àlbum el 23 d'agost de 2024. El videoclip compta amb l'actriu nord-americana Jenna Ortega.

### Tour
El 20 de juny de 2024, Carpenter va anunciar el Short n' Sweet Tour, i les seves 33 dates de concerts a tota Amèrica del Nord. L'etapa nord-americana començarà el 23 de setembre de 2024 a Columbus, Ohio, i finalitzarà el 18 de novembre a Inglewood, Califòrnia. La gira visitarà països d'Europa occidental a principis de 2025, amb 14 concerts previstos.

## Música i lletres
Gairebé totes les cançons de Short n' Sweet tracten sobre l'amor, tot i que exploren diferents facetes i emocions de la vida amorosa de Carpenter. El nihilisme romàntic i l'humor sec són motius recurrents, que exploren les cites modernes. El títol de l'àlbum és una referència a com les relacions romàntiques més curtes són les que l'han impactat més emocionalment.
Musicalment, l'àlbum és un disc de pop, amb elements de R&B, rock i música country dominant el paisatge sonor. Elements subtils de funk i disco també estan presents a l'àlbum. Els crítics han observat influències creatives de Taylor Swift,Dolly Parton, Kacey Musgraves, i Ariana Grande en la composició de l'àlbum.

## Recepció crítica
Segons l'agregador de ressenyes Metacritic, Short n' Sweet va rebre "crítiques generalment positives", aconseguint una puntuació mitjana ponderada de 80 sobre 100.
Diversos crítics van descriure Short n' Sweet com un llançament fort i assertiu d'una estrella del pop en ascens. Helen Brown de The Independent, Jem Aswad de Variety, i Jason Lipshutz de Billboard van considerar l'àlbum una evolució artística per a Sabrina Carpenter, després de Emails I Can't Send.
Alguns crítics van considerar que l'àlbum era un treball artísticament segur dissenyat per als gustos contemporanis. Lauren Murphy, de The Irish Times i El Hunt del Evening Standard van opinar, en contrast amb la música arriscada i "desafiadora" dels companys de Sabrina Carpenter el 2024, Short n' Sweet és una col·lecció de cançons alegre, agradable i "correcta".